# Život (film, 2017)
Život (v anglickém originále Life) je americký hororový sci-fi snímek o nalezení nebezpečné formy mimozemského života na Marsu. Film z roku 2017 natočil režisér Daniel Espinosa.

## Děj
Děj se odehrává na mezinárodní vesmírné stanici ISS, kde šestičlenná posádka spolupracuje na výzkumu nově nalezené mimozemské formy života z Marsu. Nalezenou droboučkou organickou hmotu se daří exobiologovi Hughovi probudit k životu a posádka oslavuje. Hmota roste celkem rychle a k překvapení všech v jeden moment napadne Hugha a způsobí mu vážné zranění ruky. Uniká do prostoru mimo inkubátor všechny pokusy o to jí zabít selhávají, přežívá i ve volném kosmickém prostoru. Naopak Calvin, jak hmotu posádka nazývá, zabíjí každého, s kým přijde do kontaktu. Když už je loď celá zničená a zbývají poslední dva členové posádky, Miranda a David vymyslí plán, jak Calvina dostat do volného prostoru do bezpečné vzdálenosti od Země a zachránit alespoň Mirandu. Plán bohužel selže a zatímco do volného prostoru se dostává Miranda, na Zemi přistává záchranná kapsle s umírajícím Davidem a zcela zdravou agresivní inteligentní životní formou připravenou prozkoumat planetu.

## Obsazení
- Jake Gyllenhaal – zdravotní důstojník David Jordan
- Rebecca Fergusonová – karanténní důstojnice Miranda Northová
- Ryan Reynolds – letový inženýr Rory Adams
- Hiroyuki Sanada – systémový inženýr Sho Murakami
- Ariyon Bakare – exobiolog Hugh Derry
- Olga Dychovičná – velitelka mise ISS Jekatěrina Golovkinová